# Henry Grey

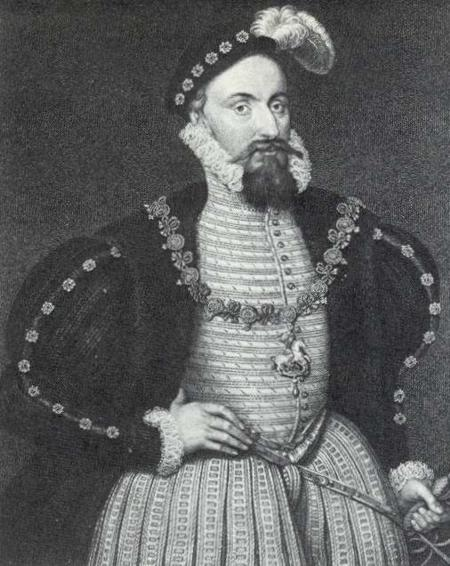
Henry Grey

Henry Grey, markies van Dorset en hertog van Suffolk (17 januari 1515 – 23 februari 1554), was een Engelse edelman. Na de dood van koning Eduard VI van Engeland deed hij pogingen om zijn dochter Jane Grey tot koningin te laten uitroepen. Hij was samen met Thomas Wyatt de jongere leider van een opstand tegen koningin Maria I. Na het falen van de opstand werd hij ter dood veroordeeld en geëxecuteerd. 

## Biografie

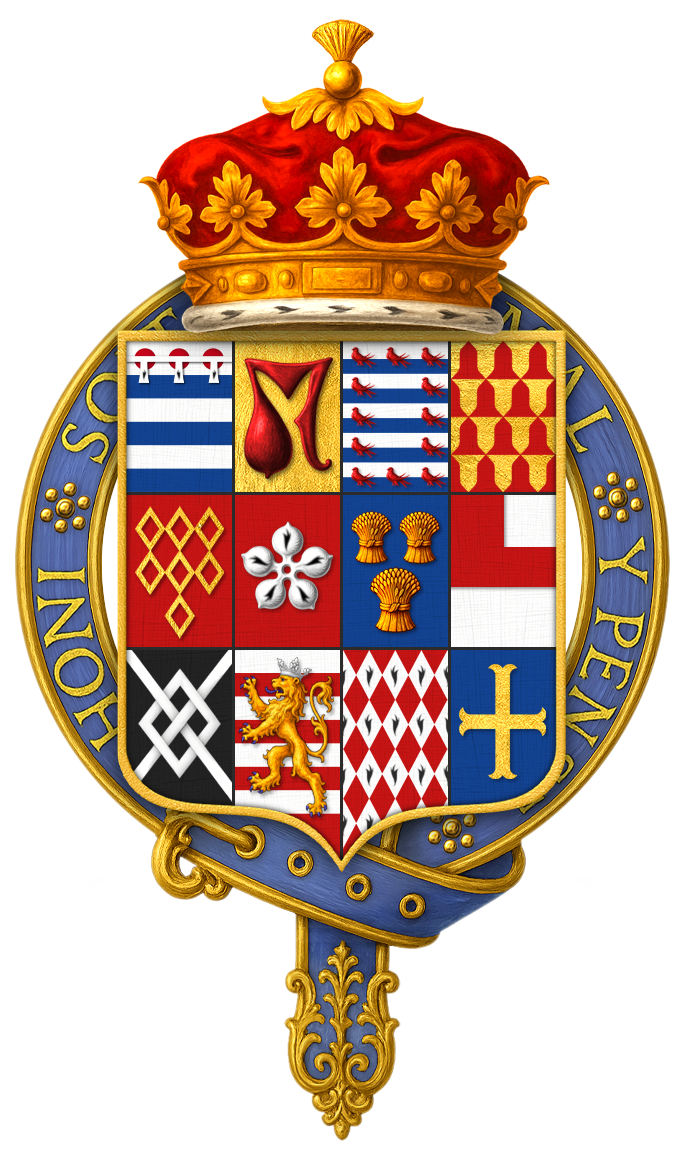
Familiewapen van Henry Grey, hertog van Suffolk

Henry Grey was de zoon van Thomas Grey,  tweede markies van Dorset, en Margaret Wotton. Via zijn vader was hij een achterkleinzoon van Elizabeth Woodville, echtgenote van Eduard IV van Engeland, uit haar eerste huwelijk met John Grey van Groby.  
Grey werd na de dood van zijn vader in 1530 de derde markies van Dorset. In 1533 trouwde hij met Frances Brandon (1517–1559), de dochter van de zuster van Hendrik VIII, Maria Tudor en Charles Brandon, de hertog van Suffolk. Na de dood van zijn schoonvader en zijn twee zwagers werd hij in 1551 bij gebrek aan mannelijke erfgenamen voor het hertogdom uitgeroepen tot hertog van Suffolk.  
Henry Grey en Frances Brandon hadden de volgende kinderen: 
- Jane Grey (1537–1554)
- Catherine Grey (1540–1568)
- Mary Grey (1545–1578).

## Betrokkenheid bij het hof en politiek
Tijdens het bewind van Hendrik VIII was Grey een vaste verschijning aan het hof. Als ridder van Bath, droeg hij het zwaard van de koning bij de kroning van Anna Boleyn in 1533, bij de aankomst van Anna van Kleef in 1540 en bij het beleg van Boulogne in 1545. Hij was tevens lid van de Orde van de Kousenband. 
Tijdens het koningschap van Eduard VI viel hij uit de gratie bij Edward Seymour, the lord protector (regent )voor de minderjarige koning. Met Thomas Seymour, de broer van de Lord Protector, spande Grey samen om zijn dochter Jane te laten huwen met Eduard VI, maar dit plan mislukte. Hij steunde John Dudley, de hertog van Northumberland, en hielp deze om de protector ten val te brengen.  
Toen het ernaar uitzag dat de jonge koning niet lang meer te leven had, spanden de Greys en de Dudleys samen om de macht over te nemen na diens dood. De vermoedelijke troonopvolgster was Eduards katholieke zuster Maria, van wie de protestante Dudleys en Greys weinig goeds verwachtten. Om het verbond tussen de twee families te verstevigen werd Jane Grey uitgehuwelijkt aan Guilford Dudley, de zoon van John Dudley. Kort voor zijn dood in 1553 benoemde Eduard VI Jane Grey tot zijn opvolgster. Maria's recht op de troon werd echter als superieur gezien door het volk, dat in opstand kwam. Jane regeerde slechts negen dagen voor zij gevangengezet werd door Maria. 
Henry Grey verzoende zich in eerste instantie met koningin Maria, maar gaf  in 1554 met Thomas Wyatt leiding aan een protestante opstand ten behoeve van zijn dochter.  Deze opstand werd neergeslagen. Henry Grey, zijn dochter Jane en haar echtgenoot Guildford Dudley werden ter dood veroordeeld en onthoofd.
- Gemeinsame Normdatei: 1084234769
- International Standard Name Identifier: 0000 0004 5402 6230
- Library of Congress Control Number: n2015049331
- Nationale Bibliotheek van Israël: 987007594239305171
- Virtual International Authority File: 117145663045305071574
- WorldCat: E39PBJrWC7YwrJhCKqPQfF3CwC